# Marktschule Quedlinburg

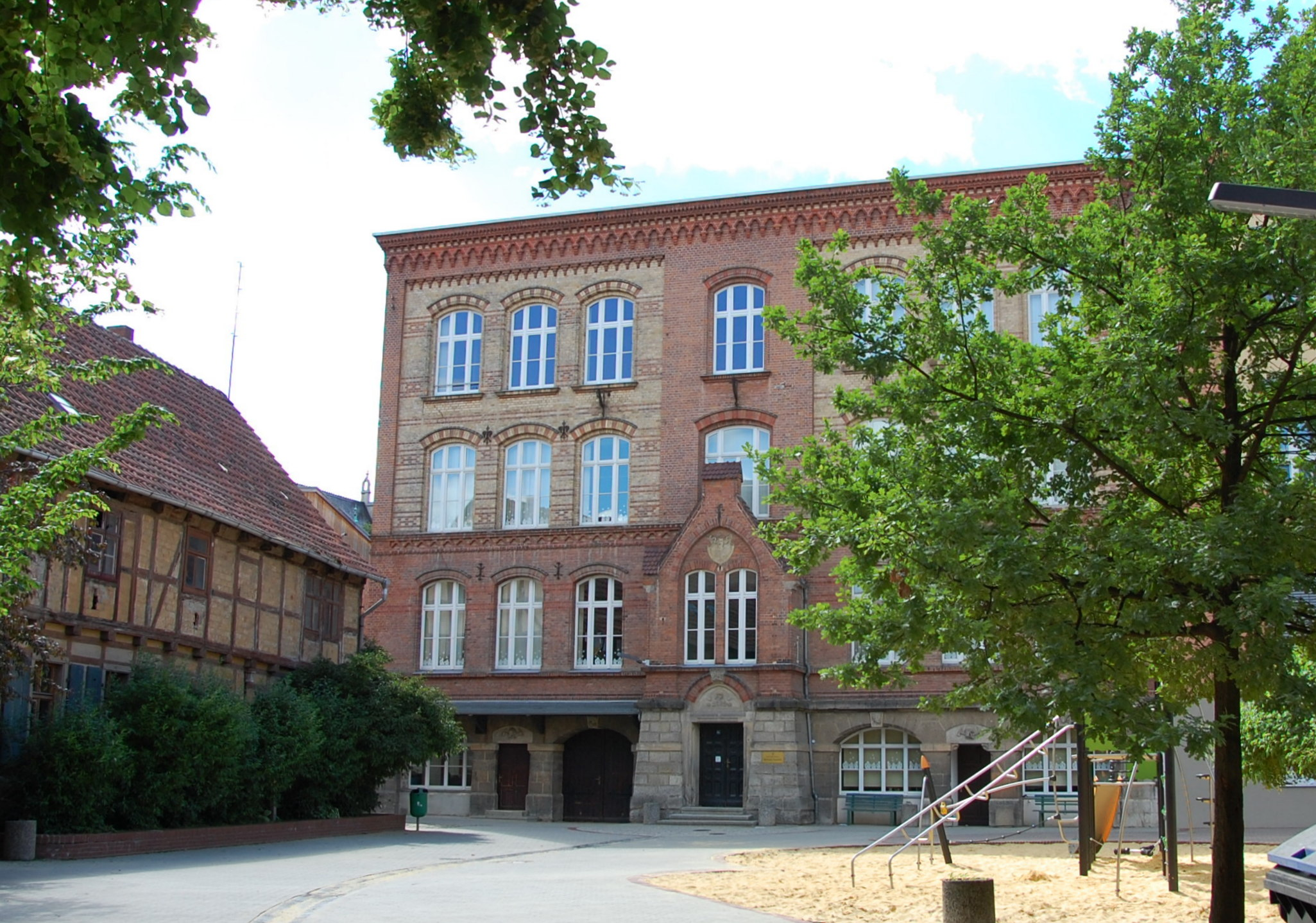
Schulhof, links das denkmalgeschützte zur Adresse Marktstraße 8 gehörende Haus

Die Marktschule Quedlinburg ist eine Grundschule in der Stadt Quedlinburg in Sachsen-Anhalt. Eines der Schulgebäude steht unter Denkmalschutz.

## Lage
Die Schule befindet sich an der Adresse Marktstraße 8, wobei sich das Schulgelände zwischen der Marktstraße und der westlich hiervon befindlichen Straße Weingarten erstreckt. Das an der Adresse Weingarten 18 gelegene Schulgebäude ist im Quedlinburger Denkmalverzeichnis eingetragen. Auf dem Schulhof befindet sich das gleichfalls denkmalgeschützte Gebäude Marktstraße 8.

## Architektur und Geschichte
Das denkmalgeschützte Gebäude entstand 1884 als Feuerwache im Stil des Historismus in massiver Bauweise aus Backsteinen und stellte aufgrund seiner Größe und massiver Bauweise in der sonst von Fachwerkbauten geprägten historischen Quedlinburger Altstadt ein eher fremd wirkendes Bauwerk dar. Die Fassade ist sowohl farblich als auch plastisch gegliedert, der Sockel repräsentativ gestaltet.
Später erfolgte ein Umbau des Hauses zur Gehobenen Mädchenschule. In den Jahren ab 1946 wurde die Marktschule und die Mummentalschule gemeinsam durch den Rektor Stolze geführt. 1948/49 wurden in der Marktschule die Klassen 1 bis 3 und in der Mummentalschule in der Weberstraße die Klassen 4 bis 8 unterrichtet. Am 1. September 1949 wurde die Marktschule wieder selbstständig. Im September 1955 wurden dann die zwischenzeitlich in Ursula-Goetze-Schule umbenannte Schule in der Weberstraße und die Marktschule wieder zusammengelegt. Die Klassen 1 bis 4 wurden in der Marktschule, die Klassen 5 bis 8 in der Weberstraße unterrichtet. Die Schule wurde zur Polytechnischen Oberschule (POS) umgewandelt und bis zur 10. Klasse geführt. Anfang der 1970er Jahre wurde die Marktschule eine eigenständige POS. Heute wird sie als Grundschule betrieben.